# 多寶寺 (出雲市)
多寶寺（たほうじ）は、島根県出雲市多久谷町にある日蓮本宗の寺院である。山号は涌出山という。

## 起源と歴史
- 1359年（延文元年）、日大上人により建立。
- 1876年（明治9年）、富士門流の統一教団日蓮宗興門派の結成に参加。
- 1899年（明治32年）、日蓮宗興門派は日蓮本門宗（本門宗）と改称。
- 1941年（昭和16年）、本門宗は一致派の日蓮宗、勝劣派の顕本法華宗とともに三派合同を行い、日蓮宗を結成。
- 1950年（昭和25年）12月、本山要法寺とともに日蓮宗から独立、日蓮本宗を結成（要法寺の旧末寺34ヶ寺は日蓮宗に残留。うち島根県内の旧末寺二十数ヶ寺は興統法縁会島根尊門会を組織している)。

## 歴代住職
- 開基　日大上人
- 28代　現住職

## 所在地
- 島根県出雲市多久谷町500